# Лиски (станция)
Ли́ски (с 1965 по 1991 годы — Георгиу-Деж) — узловая железнодорожная станция Юго-Восточной железной дороги в городе Лиски Воронежской области.
Крупный железнодорожный узел, центр Лискинского региона ЮВЖД. Расположена на пересечении направлений Москва — Ростов-на-Дону и Харьков — Нижний Новгород.

## История
В 1870 году возле села Новая Покровка (по Покровской церкви) была построена железнодорожная станция Лиски. Станция получила название по правобережному селу Лиски, так как первоначальным проектом станция была предусмотрена именно на правом берегу, но её строительство там оказалось невозможным из-за рельефа.
При железнодорожной станции возникает посёлок. В 1918 году командир красногвардейского отряда даёт ему название "Свобода" (городок Свобода).
Здание железнодорожного вокзала островного типа построено в 1901 году и является архитектурно-историческим памятником, поскольку представляет собой образец традиционного архитектурного решения данного вида гражданских построек. В настоящее время старый вокзал обслуживает пригородные перевозки.
В 1978—1992 годах построено новое здание вокзала станции с высотной гостиницей в современном стиле по проекту харьковского института «Харгипротранс» (основное здание архитекторов А. Н. Жирнова, В. П. Дубинского; гостиница архитекторов Ю. И. Мурыгина, А. Н. Жирнова, Т. Д. Кухтиной).
В годы Великой Отечественной войны газета «Правда» опубликовала письмо коллектива станции И. В. Сталину, в котором сообщалось, что они «желая всеми силами ещё более помочь героической Красной Армии в быстрейшем и окончательном разгроме ненавистного врага» собрали из своих личных сбережений 36.297 рублей на постройку эскадрильи самолётов «Юго-Восточник».

## Деятельность
Поезда дальнего следования, останавливающиеся на станции, имеют стоянку продолжительностью от 2 до 30 минут со сменой локомотивной бригады или без неё. Смена локомотива для большинства поездов на станции не производится.
На станции имеется рефрижераторное депо, награждённое за свою деятельность орденом Трудового Красного Знамени. Действует также локомотивное депо, в котором базируется парк грузовых электровозов ВЛ80С. В северной части станции расположены сортировочная горка и разворотное полукольцо. Чуть южнее станции находятся два железнодорожных моста через реку Дон.

## Фотографии

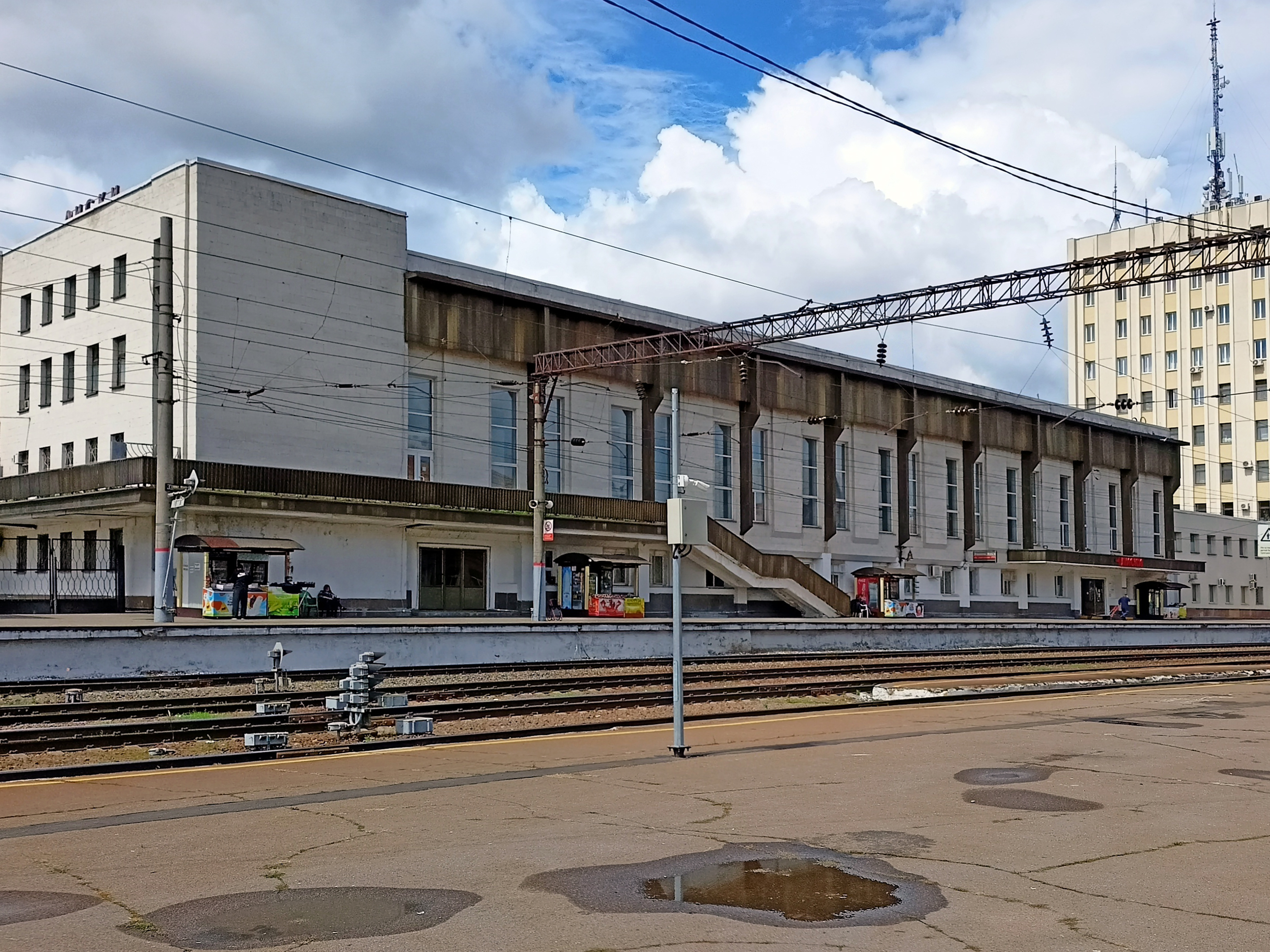
Современный вокзал Лиски 1990 года
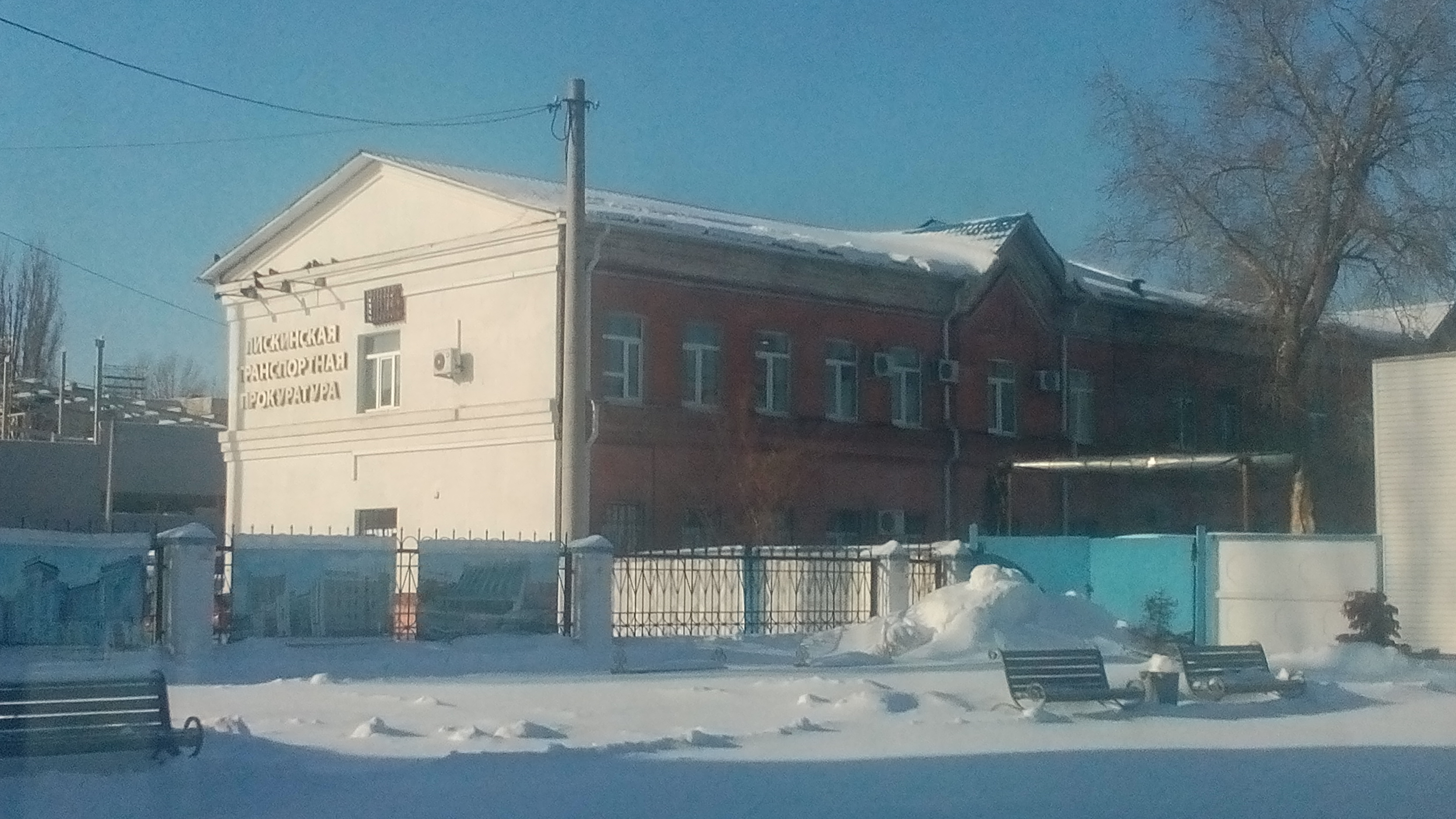
Транспортная прокуратура на станции
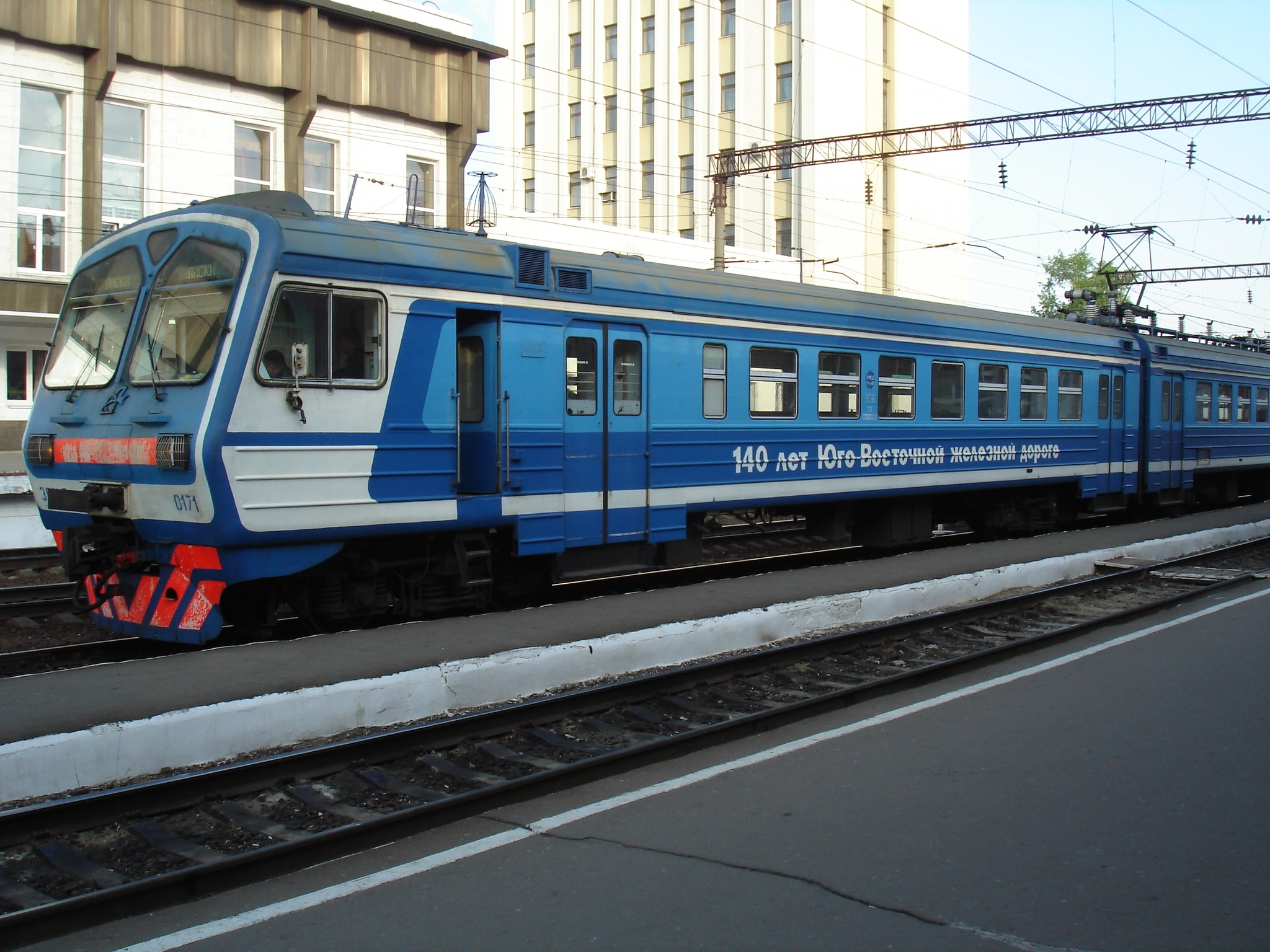
Электропоезд «140 лет Юго-Восточной железной дороге» на станции Лиски
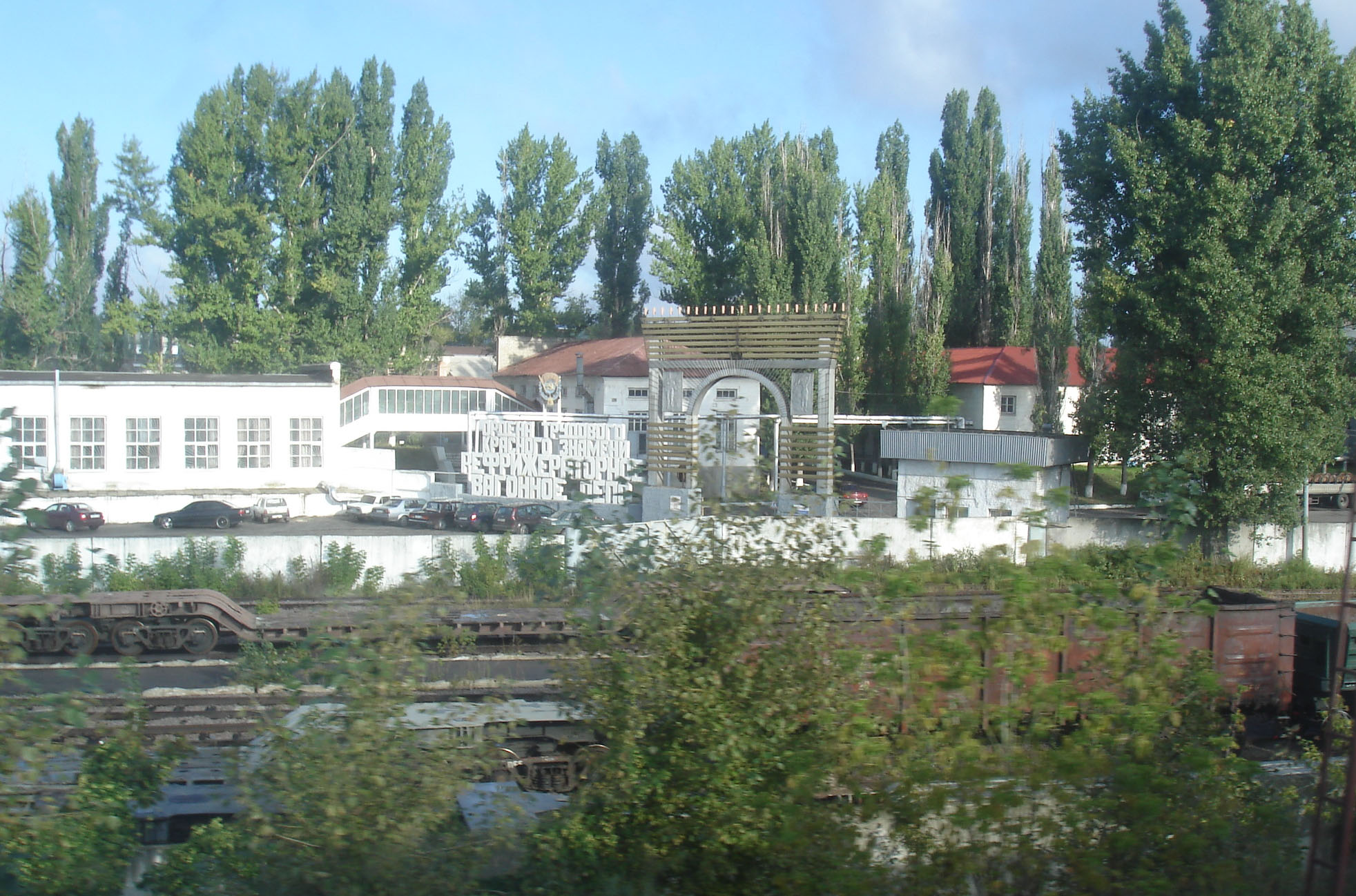
Рефрижераторное депо станции Лиски